# Liste der Biografien/Weisz
Liste der Biografien |
Portal Biografien |
Personensuche
# |
A |
B |
C |
D |
E |
F |
G |
H |
I |
J |
K |
L |
M |
N |
O |
P |
Q |
R |
S |
T |
U |
V |
W |
X |
Y |
Z |
?
 
Wa |
Wc |
Wd |
We |
Wh |
Wi |
Wj |
Wl |
Wn |
Wo |
Wr |
Ws |
Wt |
Wu |
Ww |
Wy |
Wz
 
Wea |
Web |
Wec |
Wed |
Wee |
Wef |
Weg |
Weh |
Wei |
Wej |
Wek |
Wel |
Wem |
Wen |
Weo |
Wep |
Wer |
Wes |
Wet |
Weu |
Wev |
Wew |
Wex |
Wey |
Wez
 
Weia |
Weib |
Weic |
Weid |
Weie |
Weif |
Weig |
Weih |
Weij |
Weik |
Weil |
Weim |
Wein |
Weip |
Weir |
Weis |
Weit |
Weix |
Weiz
 
Weisb |
Weisc |
Weisd |
Weise |
Weisf |
Weisg |
Weish |
Weisi |
Weisk |
Weisl |
Weism |
Weisn |
Weisp |
Weisr |
Weiss |
Weist |
Weisw |
Weisz
Die Liste der Biografien führt alle Personen auf, die in der deutschsprachigen Wikipedia einen Artikel haben. Dieses ist eine Teilliste mit 20 Einträgen von Personen, deren Namen mit den Buchstaben „Weisz“ beginnt.

## Weisz
- Weisz, Alain (* 1953), französischer Basketballtrainer
- Weisz, Árpád (1896–1944), ungarischer Fußballspieler und -trainer
- Weisz, Franz (1893–1944), ungarisch-niederländischer Pianist und Komponist
- Weisz, Franziska (* 1980), österreichische Film- und Fernsehschauspielerin
- Weisz, Geza L. (1904–1944), deutscher Kabarettist und Schauspieler
- Weisz, Hans (1903–1982), rumäniendeutscher Kirchenmusiker und Komponist
- Weisz, Helga (* 1961), österreichische Industrieökologin und Klimawissenschaftlerin
- Weisz, Josef (1894–1969), deutscher Holzschneider und Buchillustrator
- Weisz, Leo (1886–1966), Schweizer Wirtschaftswissenschaftler und Historiker
- Weisz, Leó (1900–1955), ungarischer Fußballspieler und Fußballtrainer
- Weisz, Martin (* 1966), deutscher Schauspieler
- Weisz, Nina (* 1978), deutsche Schauspielerin
- Weisz, Paul B. (1919–2012), US-amerikanischer Chemiker
- Weisz, Rachel (* 1970), britisch-US-amerikanische Schauspielerin, Filmregisseurin und ehemaliges ModelRachel Weisz (* 1970)

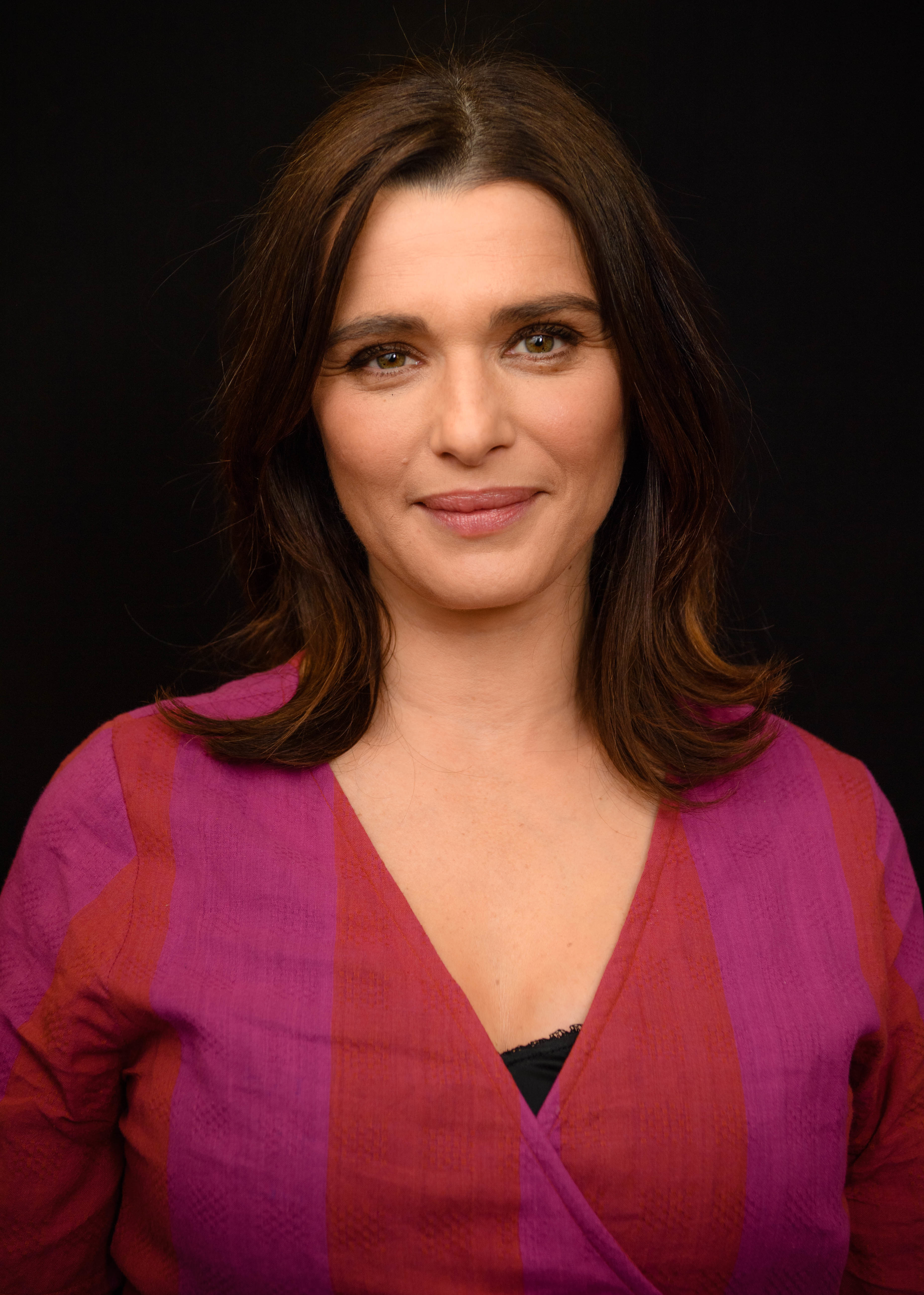
Rachel Weisz (* 1970)

- Weisz, Richárd (1879–1945), ungarischer Ringer und Gewichtheber
- Weisz, Robert (1910–1987), österreichischer Politiker (SPÖ), Landtagsabgeordneter, Abgeordneter zum Nationalrat
- Weisz, Robert (1925–2013), ungarisch-kanadischer Pianist und Musikpädagoge
- Weisz, Victor (1913–1966), britischer Maler und Karikaturist
- Weisz, Zoni (* 1937), niederländischer Sinto, Überlebender des Holocaust und Florist

### Weiszl
- Weiszl, Josef (1912–1984), österreichischer SS-Oberscharführer und Täter des Holocaust